# Judd Gregg
Judd Alan Gregg (Nashua, Nova Hampshire, 14 de fevereiro de 1947) é um empresário estadunidense e político foi senador por Nova Hampshire, eleito pelo Partido Republicano e também foi governador de Nova Hampshire.